# Легка атлетика на літніх Олімпійських іграх 1988
Змагання з легкої атлетики на літніх Олімпійських іграх 1988 були проведені з 23 вересня по 1 жовтня в Сеулі на Олімпійському стадіоні. Олімпійські чемпіони зі спортивної ходьби та марафонського бігу визначались на шосейних трасах, прокладених вулицями міста, проте старт і фініш відбувався на стадіоні.
Склад спортсменів на легкоатлетичних змаганнях трьох попередніх Олімпіад зазнавав відчутних втрат через бойкотування стартів провідними країнами. Ігри в Сеулі стали першими за багато років, на яких були представлені всі елітні легкоатлетичні збірні, крім, хіба що, Куби, яка бойкотувала корейську олімпіаду.
Найбільш визначальною подією програми змагань стала скандальна дискваліфікація переможця на стометрівці канадського спринтера Бена Джонсона за вживання заборонених препаратів, наявність яких в його організмі була виявлена після фінального забігу. Це дозволило американцю Карлу Льюїсу (який був на фініші другим) отримати золоту олімпійську медаль та захистити свій олімпійський титул на стометрівці. Вдруге поспіль спортсмен став олімпійським чемпіоном і у стрибках в довжину.
У жіночих змаганнях найяскравішою зіркою була американка Флоренс Гріффіт-Джойнер, яка домунувала у спринтерському бігу на 100 та 200 метрів, вигравши останні з неймовірним світовим рекордом 21,34. Американка також допомогла американській збірній виграти естафетний біг 4×100 метрів та стати срібними медалістками в естафеті 4×400 метрів, яку виграла збірна СРСР зі світовим рекордом 3.15,18.

## Призери

### Чоловіки
| Дисципліни                              | Золото | Золото      | Срібло | Срібло   | Бронза                                                                                         | Бронза   |
| --------------------------------------- | --- | ----------- | --- | -------- | ---------------------------------------------------------------------------------------------- | -------- |
| 100 метрів (вітер: 1,1 м/с)             | Карл Льюїс · США | 9,92 WR     | Лінфорд Крісті · Велика Британія                                                                          | 9,97 ER  | Келвін Сміт · США                                                                              | 9,99     |
| 200 метрів (вітер: 1,7 м/с)             | Джо Делоуч · США | 19,75       | Карл Льюїс · США                                                                                          | 19,79    | Робсон да Сілва · Бразилія                                                                     | 20,04    |
| 400 метрів                              | Стів Льюїс · США | 43,87       | Батч Рейнольдс · США                                                                                      | 43,93    | Денні Еверетт · США                                                                            | 44,09    |
| 800 метрів                              | Пол Еренг · Кенія                                                                                                   | 1.43,45     | Жуакін Крус · Бразилія                                                                                    | 1.43,90  | Саїд Ауїта · Марокко                                                                           | 1.44,06  |
| 1500 метрів                             | Пітер Роно · Кенія                                                                                                  | 3.35,96     | Пітер Елліотт · Велика Британія                                                                           | 3.36,15  | Єнс-Петер Герольд · НДР                                                                        | 3.36,21  |
| 5000 метрів                             | Джон Нгугі · Кенія                                                                                                  | 13.11,70    | Дітер Бауманн · Західна Німеччина                                                                         | 13.15,52 | Гансйорг Кунце · НДР                                                                           | 13.15,73 |
| 10000 метрів                            | Брагім Бутаєб · Марокко                                                                                             | 27.21,44 OR | Сальваторе Антібо · Італія                                                                                | 27.23,55 | Кіпкембої Кімелі · Кенія                                                                       | 27.25,16 |
| 110 метрів з бар'єрами (вітер: 1,5 м/с) | Роджер Кінгдом · США                                                                                                | 12,98       | Колін Джексон · Велика Британія                                                                           | 13,28    | Тоні Кемпбелл · США                                                                            | 13,38    |
| 400 метрів з бар'єрами                  | Андре Філліпс · США                                                                                                 | 47,19       | Амаду Діа Ба · Сенегал                                                                                    | 47,23    | Едвін Мозес · США                                                                              | 47,56    |
| 3000 метрів з перешкодами               | Джуліус Каріукі · Кенія                                                                                             | 8.05,51     | Пітер Коеч · Кенія                                                                                        | 8.06,79  | Марк Роуленд · Велика Британія                                                                 | 8.07,96  |
| 4×100 метрів                            | СРСР Віктор Бризгін Володимир Крилов Володимир Муравйов Віталій Савін                                               | 38,19       | Велика Британія Елліот Банні Джон Реджіс Майкл Мак-Фарлейн Лінфорд Крісті Кларенс Коллендер (забіг)       | 38,28    | Франція Брюно Марі-Роз Данієль Сангума Жиль Кенерв Макс Моріньєр                               | 38,40    |
| 4×400 метрів                            | США · Денні Еверетт · Стів Льюїс · Кевін Робінзайн · Батч Рейнольдс · Антоніо Маккей (забіг) · Ендрю Валмон (забіг) | 2.56,16     | Ямайка Говард Девіс Девон Морріс Вінтроп Грехем Берт Кемерон Тревор Грехем (забіг) Говард Бернетт (забіг) | 3.00,30  | ФРН Норберт Добеляйт Едгар Ітт Йорг Вайхінгер Ральф Любке Марк Генріх (забіг) Бодо Кюн (забіг) | 3.00,56  |
|                                         | |             | |          |                                                                                                |          |
| Марафон                                 | Джеліндо Бордін · Італія                                                                                            | 2:10.32     | Дуглас Вакіїхурі · Кенія                                                                                  | 2:10.47  | Ахмед Салах · Джибуті                                                                          | 2:10.59  |
| Ходьба 20 кілометрів                    | Йозеф Прибилинець · Чехословаччина                                                                                  | 1:19.57     | Рональд Вайгель · НДР                                                                                     | 1:20.00  | Мауріціо Дамілано · Італія                                                                     | 1:20.14  |
| Ходьба 50 кілометрів                    | В'ячеслав Іваненко · СРСР                                                                                           | 3:38.29 OR  | Рональд Вайгель · НДР                                                                                     | 3:38.56  | Гартвіґ Ґаудер · НДР                                                                           | 3:39.45  |
|                                         | |             | |          |                                                                                                |          |
| Стрибки у висоту                        | Геннадій Авдєєнко · СРСР                                                                                            | 2,38        | Голліс Конвей · США                                                                                       | 2,36     | Рудольф Поварніцин · СРСР Патрік Шеберг · Швеція                                               | 2,36     |
| Стрибки з жердиною                      | Сергій Бубка · СРСР                                                                                                 | 5,90        | Родіон Гатауллін · СРСР                                                                                   | 5,85     | Григорій Єгоров · СРСР                                                                         | 5,80     |
| Стрибки у довжину                       | Карл Льюїс · США | 8,72        | Майк Пауелл · США                                                                                         | 8,49     | Ларрі Майрікс · США                                                                            | 8,27     |
| Потрійний стрибок                       | Христо Марков · Болгарія                                                                                            | 17,61       | Ігор Лапшин · СРСР                                                                                        | 17,52    | Олександр Коваленко · СРСР                                                                     | 17,42    |
| Штовхання ядра                          | Ульф Тіммерманн · НДР                                                                                               | 22,47 OR    | Ренді Барнс · США                                                                                         | 22,39    | Вернер Гюнтер · Швейцарія                                                                      | 21,99    |
| Метання диска                           | Юрген Шульт · НДР                                                                                                   | 68,82       | Ромас Убартас · СРСР                                                                                      | 67,48    | Рольф Даннеберг · Західна Німеччина                                                            | 67,38    |
| Метання молота                          | Сергій Литвинов · СРСР                                                                                              | 84,80 OR    | Юрій Сєдих · СРСР                                                                                         | 83,76    | Юрій Тамм · СРСР                                                                               | 81,16    |
| Метання списа                           | Тапіо Кор'юс · Фінляндія                                                                                            | 84,28       | Ян Железний · Чехословаччина                                                                              | 84,12    | Сеппо Рятю · Фінляндія                                                                         | 83,26    |
|                                         | |             | |          |                                                                                                |          |
| Десятиборство                           | Крістіан Шенк · НДР                                                                                                 | 8488        | Торстен Фосс · НДР                                                                                        | 8399     | Дейв Стін · Канада                                                                             | 8328     |

### Жінки
| Дисципліни                              | Золото                                                                                         | Золото     | Срібло | Срібло   | Бронза                                                                                               | Бронза   |
| --------------------------------------- | ---------------------------------------------------------------------------------------------- | ---------- | --- | -------- | --- | -------- |
| 100 метрів (вітер: 3,0 м/с)             | Флоренс Гріффіт-Джойнер · США                                                                  | 10,54 OR   | Евелін Ешфорд · США | 10,83    | Хайке Дрехслер · НДР                                                                                 | 10,85    |
| 200 метрів (вітер: 1,3 м/с)             | Флоренс Гріффіт-Джойнер · США                                                                  | 21,34 WR   | Ґрейс Джексон · Ямайка | 21,72    | Хайке Дрехслер · НДР                                                                                 | 21,95    |
| 400 метрів                              | Ольга Бризгіна · СРСР                                                                          | 48,65      | Петра Мюллер · НДР | 49,45    | Ольга Назарова · СРСР                                                                                | 49,90    |
| 800 метрів                              | Зігрун Водарс · НДР                                                                            | 1.56,10    | Крістіне Вахтель · НДР | 1.56,64  | Кім Галлахер · США                                                                                   | 1.56,91  |
| 1500 метрів                             | Паула Іван · Румунія                                                                           | 3.53,96 OR | Лаймуте Байкаускайте · СРСР                                                                                                | 4.00,24  | Тетяна Самоленко · СРСР                                                                              | 4.00,30  |
| 3000 метрів                             | Тетяна Самоленко · СРСР                                                                        | 8.26,53    | Паула Іван · Румунія | 8.27,15  | Івонн Маррей · Велика Британія                                                                       | 8.29,02  |
| 10000 метрів                            | Ольга Бондаренко · СРСР                                                                        | 31.05,21   | Ліз Макколган · Велика Британія                                                                                            | 31.08,44 | Олена Жупієва · СРСР                                                                                 | 31.19,82 |
| 100 метрів з бар'єрами (вітер: 0,2 м/с) | Йорданка Донкова · Болгарія                                                                    | 12,38 OR   | Глорія Зіберт · НДР | 12,61    | Клаудія Зачкевич · Західна Німеччина                                                                 | 12,75    |
| 400 метрів з бар'єрами                  | Деббі Флінтофф-Кінг · Австралія                                                                | 53,17      | Тетяна Ледовська · СРСР | 53,18    | Еллен Фідлер · НДР                                                                                   | 53,63    |
| 4×100 метрів                            | США · Еліс Браун · Шейла Еколс · Флоренс Гріффіт-Джойнер · Евелін Ешфорд · Даннетт Янг (забіг) | 41,98      | НДР Зільке Меллер Керстін Берендт Інґрід Ланге Марліс Ґер                                                                  | 42,09    | СРСР Людмила Кондратьєва Галина Мальчугіна Марина Жирова Наталія Помощникова Майя Азарашвілі (забіг) | 42,75    |
| 4×400 метрів                            | СРСР Тетяна Ледовська Ольга Назарова Марія Пінігіна Ольга Бризгіна Людмила Джигалова (забіг)   | 3.15,18 WR | США · Денін Говард · Даян Діксон · Валері Бріско · Флоренс Гріффіт-Джойнер · Шеррі Говард (забіг) · Ліллі Лезервуд (забіг) | 3.15,51  | НДР Дагмар Нойбауер Кірстен Еммельманн Сабіне Буш Петра Мюллер Гріт Броєр (забіг)                    | 3.18,29  |
|                                         |                                                                                                |            | |          | |          |
| Марафон                                 | Роза Мота · Португалія                                                                         | 2:25.40    | Лайза Мартін · Австралія                                                                                                   | 2:25.53  | Катрін Дерре · НДР                                                                                   | 2:26.21  |
|                                         |                                                                                                |            | |          | |          |
| Стрибки у висоту                        | Луїза Ріттер · США                                                                             | 2,03       | Стефка Костадинова · Болгарія                                                                                              | 2,01     | Тамара Бикова · СРСР                                                                                 | 1,99     |
| Стрибки у довжину                       | Джекі Джойнер-Керсі · США                                                                      | 7,40 OR    | Хайке Дрехслер · НДР | 7,22     | Галина Чистякова · СРСР                                                                              | 7,11     |
| Штовхання ядра                          | Наталія Лісовська · СРСР                                                                       | 22,24      | Катрін Наймке · НДР | 21,07    | Лі Мейсу · Китай                                                                                     | 21,06    |
| Метання диска                           | Мартіна Гелльманн · НДР                                                                        | 72,30 OR   | Діана Ганські · НДР | 71,88    | Цветанка Христова · Болгарія                                                                         | 69,74    |
| Метання списа                           | Петра Фельке · НДР                                                                             | 74,68 OR   | Фатіма Вітбред · Велика Британія                                                                                           | 70,32    | Беате Кох · НДР                                                                                      | 67,30    |
|                                         |                                                                                                |            | |          | |          |
| Семиборство                             | Джекі Джойнер-Керсі · США                                                                      | 7291 WR    | Сабіне Йон · НДР | 6897     | Анке Бемер · НДР                                                                                     | 6858     |

## Медальний залік
| Місце | Країна          | Золото | Срібло | Бронза | Загалом |
| ----- | --------------- | ------ | ------ | ------ | ------- |
| 1     | США             | 13     | 7      | 6      | 26      |
| 2     | СРСР            | 10     | 6      | 10     | 26      |
| 3     | НДР             | 6      | 11     | 10     | 27      |
| 4     | Кенія           | 4      | 2      | 1      | 7       |
| 5     | Болгарія        | 2      | 1      | 1      | 4       |
| 6     | Італія          | 1      | 1      | 1      | 3       |
| 7     | Австралія       | 1      | 1      | 0      | 2       |
| 7     | Чехословаччина  | 1      | 1      | 0      | 2       |
| 7     | Румунія         | 1      | 1      | 0      | 2       |
| 10    | Фінляндія       | 1      | 0      | 1      | 2       |
| 10    | Марокко         | 1      | 0      | 1      | 2       |
| 12    | Португалія      | 1      | 0      | 0      | 1       |
| 13    | Велика Британія | 0      | 6      | 2      | 8       |
| 14    | Ямайка          | 0      | 2      | 0      | 2       |
| 15    | ФРН             | 0      | 1      | 3      | 4       |
| 16    | Бразилія        | 0      | 1      | 1      | 2       |
| 17    | Сенегал         | 0      | 1      | 0      | 1       |
| 18    | Канада          | 0      | 0      | 1      | 1       |
| 18    | КНР             | 0      | 0      | 1      | 1       |
| 18    | Джибуті         | 0      | 0      | 1      | 1       |
| 18    | Франція         | 0      | 0      | 1      | 1       |
| 18    | Швеція          | 0      | 0      | 1      | 1       |
| 18    | Швейцарія       | 0      | 0      | 1      | 1       |